# Cowboy uit Iran
Cowboy uit Iran is een Nederlands-Belgische televisiefilm uit 1999 van Ilse Somers. Hij is gebaseerd op een verhaal van Burny Bos en Tamara Bos. De film heeft als internationale titel Cowboy fom Iran. De film werd in Nederland uitgebracht als Telefilm en werd een eerste maal geprogrammeerd op 19 april 1999 bij de EO op Nederland 2.

## Korte inhoud
Amir is een Iraanse asielzoeker. Hij ontmoet tijdens het lopen op het strand Marijke die daar met het uitlaten van twee honden problemen heeft. Marijke, de moeder van Emma, regelt het huishouden van haar dochter, een tv-presentatrice. Amir helpt Marijke voortaan met de zorg voor de honden, tot groot ongenoegen van Emma die dan maar besluit zelf de honden uit te laten. De buurman van Emma laat Amir in zijn tuin werken. Wanneer Emma met haar honden, op het strand Amir ontmoet, komt het snel tot een liefdesverhouding. Maar Amir krijgt dan het nieuws dat hem een verblijfsvergunning wordt geweigerd.

## Rolverdeling
| Acteur            | Personage |
| ----------------- | --------- |
| Khaldoun Elmecky  | Amir      |
| Edda Barends      | Marijke   |
| Marnie Blok       | Emma      |
| René Lobo         |           |
| Brechtje Louwaard |           |
| Dennis Rudge      |           |
| Juan Carlos Tajes |           |